# 上原三千代
上原 三千代（うえはら みちよ、1966年 - ）は、日本の現代具象彫刻家。群馬県生まれ。別名、三輪 途道（みわ みちよ）。
1989年に東京造形大学彫刻科卒業、1990年に同大学彫刻科研究生修了。1994年に東京藝術大学大学院保存修復技術専攻修了。
伝統的な仏像の制作技法である「木心乾漆技法」を応用して身近なものを制作モデルにしたオリジナルな木彫制作に取り入れている。

## パブリックコレクション
- 高崎市美術館
- 中京大学
- 和歌山県立医科大学
- 東大寺
- 日光山輪王寺